# Silio Italico
Tiberio Cazio Asconio Silio Italico (in latino Tiberius Catius Asconius Silius Italicus), noto semplicemente come Silio Italico (25 circa – Campania, 101) è stato un poeta, avvocato e politico romano, autore dei Punica (Punicorum libri XVII), il più lungo poema epico latino pervenutoci (12.202 versi).

## Biografia
Abbiamo notizie di lui da una lettera di Plinio il Giovane a Caninio Rufo, nella quale parla della sua morte, all'età di settantacinque anni. Poiché la lettera è databile fra il 101 e il 106 è probabile che la morte sia avvenuta fra il 101 e il 104. Da queste deduzioni si evince che Silio nacque fra il 25 e il 29 d.C.
Il nome Asconio (Asconius) porta a ritenere che fosse legato alla gens patavina ma non se ne ha certezza.
Altre brevi informazioni ci vengono da Tacito e da Marziale: di quest'ultimo Silio fu il patrono e sappiamo che operò nel Foro come avvocato difensore, probabilmente già all'epoca dell'imperatore Claudio. Secondo Plinio, nel periodo neroniano dovette esercitare anche l'avvocatura d'accusa, ovvero la delazione vera e falsa per il favore dell'imperatore. Il beneficio che ne trasse fu il consolato ordinario che esercitò nel 68.
Con la caduta e morte di Nerone, in quanto amico di Vitellio, Silio Italico partecipò alle trattative di questi con il fratello di Vespasiano, Tito Flavio Sabino, che era a Roma con il figlio di Vespasiano, Domiziano.
Nel 77 Silio Italico fu proconsole in Asia Minore agli ordini dell'imperatore Vespasianoː testimonianza sarebbe un'epigrafe, rinvenuta nel 1934 ad Afrodisia, che riporta il suo nome completo: Tib. Catius Asconius Silius Italicus. Allo scadere del mandato proconsolare Silio Italico si ritirò dalla vita politica attiva dedicandosi agli studi e alla stesura del suo poema, i Punica.
Nel terzo libro vi è un riferimento al titolo di "Germanico" assunto da Domiziano (nell'83) e Marziale saluta l'opera nel IV libro degli Epigrammi (composto attorno all'88-89).
Anche a causa dello stato di salute trascorse gli ultimi anni in Campania, dove aveva acquistato una villa che era stata di Cicerone, il suo modello di oratoria e la terra che custodiva la tomba di Virgilio di cui era un estimatore (e ai cui stilemi si rifà abbondantemente nel corso dei Punica).
Durante il principato di Domiziano, nel 94 ebbe la paterna soddisfazione di vedere nominato console il figlio Lucio Silio Deciano, anche se Marziale e Plinio ci informano che, peraltro, dovette subire la perdita del figlio minore. In Campania, probabilmente nel 101, provato da un male incurabile, si lasciò stoicamente morire di fame.

## IPunica
Silio scrisse i Punica, poema storico in diciassette libri, anche se secondo una parte della critica il testo è incompiuto, in quanto si ipotizza un progetto originario in diciotto libri, parallelo alle dimensioni degli Annales di Ennio.

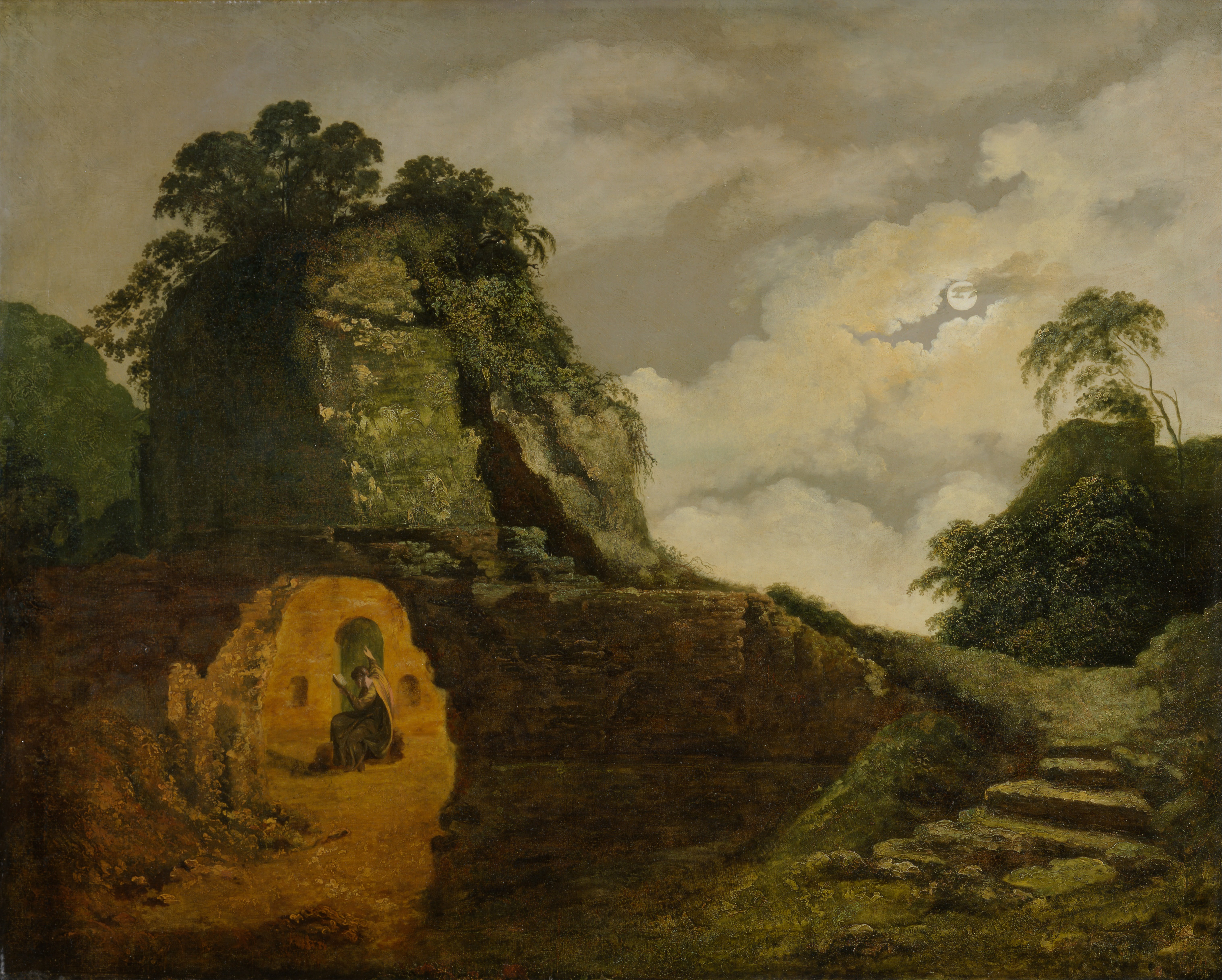
La tomba di Virgilio al chiaro di luna, con Silio Italico, dipinto di Joseph Wright of Derby

I Punica sono il più lungo poema della letteratura latina che ci sia pervenuto, che raccontano la seconda guerra punica dalla spedizione di Annibale in Spagna al trionfo di Scipione dopo Zama.
La disposizione annalistica testimonia la sua volontà di ricollegarsi alla terza decade di Livio, ne recupera la cornice architettonica del modello: colloca dopo il proemio il ritratto di Annibale e chiude, come Livio, con l'immagine del trionfo di Scipione. 
L'opera fu concepita quale continuazione ed esplicazione dell'Eneide virgilianaː infatti la guerra di Annibale è, di fatto, vista come la continuazione di Virgilio, originata dalla maledizione di Didone contro Enea, mentre dal poema virgiliano Silio restaura la funzione strutturale dell'apparato mitologico, anche se lo stravolgimento antifrastico della provvidenza virgiliana è sostituito da un'epopea dal finale rassicurante.
Plinio ha delle riserve sulle capacità di Silio, lo ritiene più antiquario che artista per il suo gusto per le ricostruzioni minuziose. Lo stile sembra influenzato dal gusto del tempo: "barocco", scene macabre unite al modello epico mitologico, con banali riflessioni etiche.
L'opera, comunque, risulta frammentaria, poiché dà più importanza ai particolari piuttosto che non all'unità dell'opera stessa. Quindi, lo scritto di Silio Italico è importante soprattutto per la quantità di informazioni storiche e mitologiche piuttosto che per la sua poesia.